# Tamara van Ark

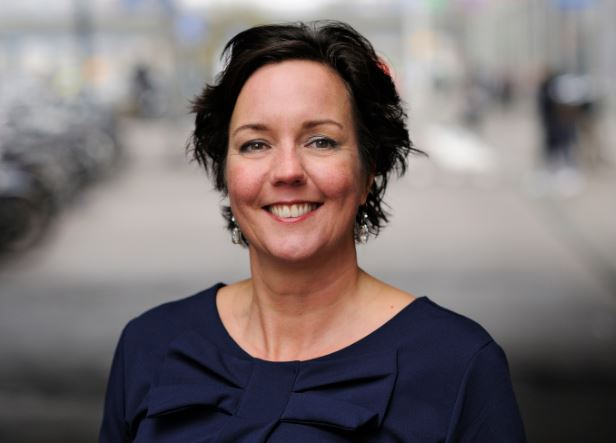
Tamara van Ark

Tamara van Ark (* 11. August 1974 in Den Haag) ist eine niederländische Politikerin der Volkspartij voor Vrijheid en Democratie (VVD). Von Juli 2020 bis September 2021 war sie Ministerin für Gesundheitsversorgung im Kabinett Rutte III.

## Leben
Van Ark absolvierte 1998 ein Studium der Verwaltungswissenschaft an der Erasmus-Universität Rotterdam.
Ihre Laufbahn begann im gleichen Jahr als Systemarchitektin und Beraterin bei der Panfox BV. Im Jahr 2000 wechselte sie als Beraterin zu StBC Consulting. Ab 2002 arbeitete sie als Teamchefin beim Amt für Soziales und Arbeit in Rotterdam (Stadtbezirk Feijenoord). 
Im Jahr 2004 wurde van Ark Dezernentin in Nieuwerkerk aan den IJssel und zum 1. Januar 2010 in Zuidplas, einem Zusammenschluss der Gemeinden Moordrecht, Nieuwerkerk aan den IJssel und Zevenhuizen-Moerkapelle. Seit Juni 2010 saß sie für die Volkspartij voor Vrijheid en Democratie (VVD) in der Zweiten Kammer der Generalstaaten; hier war sie für besondere Krankheitskosten und die Förderung der gesellschaftlichen Teilhabe Minderbemittelter zuständig. Seit 2012 war sie stellvertretende Fraktionsvorsitzende.
Am 26. Oktober 2017 wurde van Ark zur Staatssekretärin für Soziales und Arbeit im dritten Kabinett Rutte ernannt. Im Juli 2020 wurde sie als Nachfolgerin von Martin van Rijn zur Ministerin für Gesundheitsversorgung im gleichen Kabinett. Am 3. September 2021 trat sie aufgrund von Nackenproblemen zurück. Ihre Aufgaben wurden von Hugo de Jonge, Minister für Gesundheit, Gemeinwohl und Sport, und Staatssekretär Paul Blokhuis am selben Departement übernommen.